# 廣州太古滙
广州太古汇（英語：Taikoo Hui Guangzhou），位于中国广州市天河区天河路与天河东路交汇处的一个国际级优质综合发展项目，在2011年5月落成。整个项目包括一座大型购物中心，两幢甲级写字楼，以及广州首间文华东方酒店所组成，集休闲娱乐、商贸活动和文化欣赏于一身。由香港太古地产发展，佔97%股权，余下3%由广州日报报业集团持有。根据中国购物中心等级评价标准，2019年评定为国家五星购物中心。

## 历史
- 2001年，香港太古地产在广州设立大陆第一个代表处，太古在内地投资的首个项目—广州太古汇也随之浮出水面
- 2001年3月，太古地产与广州日报报业集团签署意向书合作投资太古汇项目，太古地产与广州日报报业集团分别持股55%和45%。
- 2002年4月，太古地产与广州日报签订协议书，投资40亿人民币兴建多用途发展项目定名为「太古汇-广州报业文化广场」。
- 2004年2月，太古地产增持42%股份，股权由55%升至97%，并宣布总投资追加至46亿。同年10月，该项目被正式定名为「太古汇」，该地块也正式被收归太古地产旗下。
- 2005年，开始兴建基坑，监理是广州珠江工程建设监理有限公司，施工方是香港協興建築，广州市设计院为第三方监督。
- 2008年年末，广州地铁方面作出了规划的变动，太古汇项目进入实质性开发施工。
- 2011年5月25日，太古汇商場正式開業。
- 2013年1月，文华东方酒店及酒店式服务住宅开幕。
- 2024年8月，廣州太古滙經公開拍賣成功投得與其購物商場相連的天河路387號101房（廣州文化中心），該用地的總樓面面積約六十五萬五千平方呎，將翻新成為高尚零售項目廣州太古滙的新增部分。翻新工程預計於2026年完成。[2][3]

## 建筑

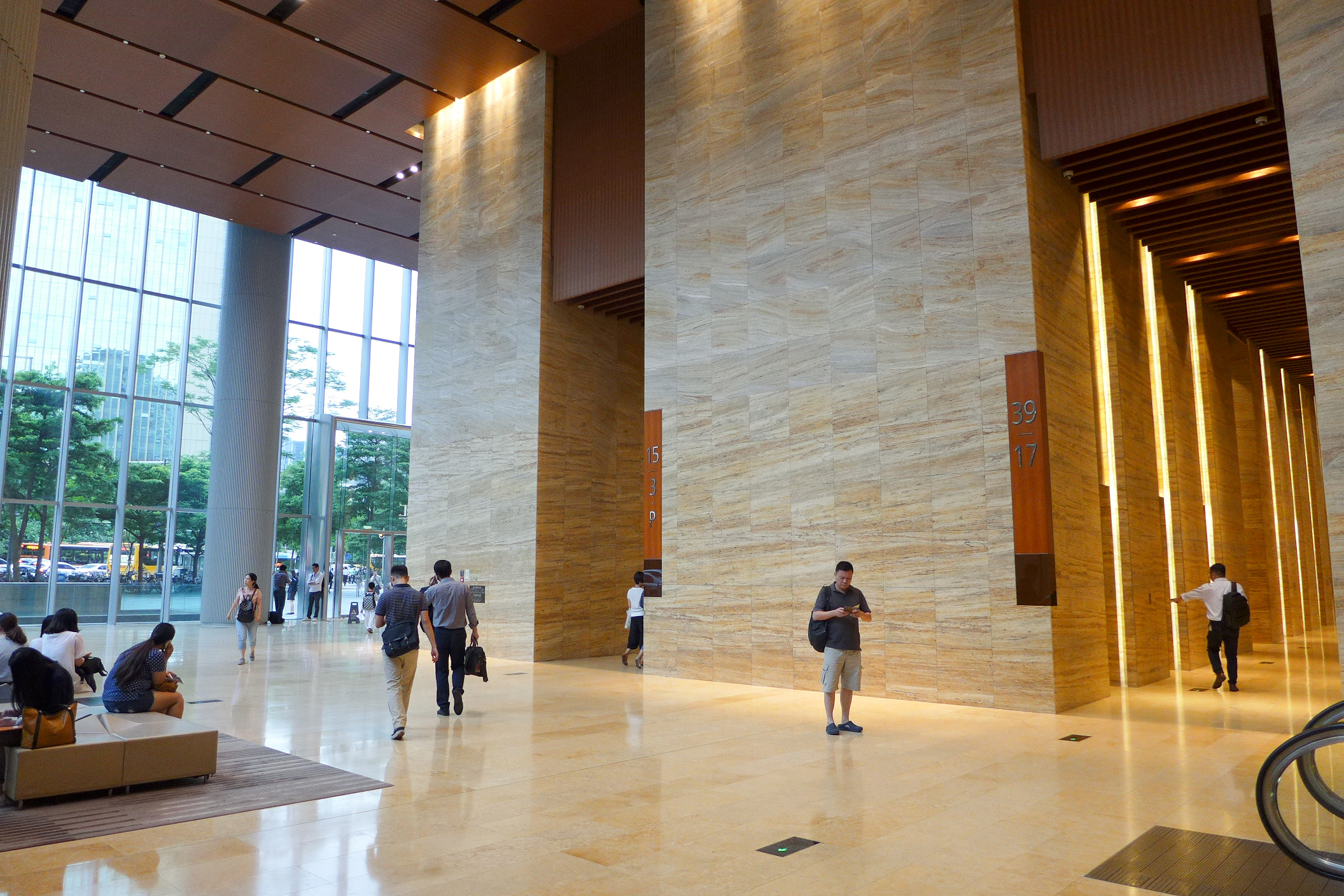
写字楼大堂

广州太古汇总建筑面积逾35.8万平方米，位于天河中央商务区核心地段，由世界知名的建筑公司Arquitectonica设计，并由太古地产管理。整个项目由一座逾13.8万平方米（1472730平方呎）的大型购物商场、两座逾16万平方米（1731766平方呎）的超甲级写字楼（汇丰银行为最大的租户，承租29层，佔办公楼总楼面面积的48%）、一座逾6万平方米（58418平方呎），設263間客房的广州文华东方酒店連24间酒店式服务住宅和一个逾5.8万平方米的文化中心组成。

#### 各栋楼层数
- 1座（写字楼）：39層；
- 2座（写字楼）：28層；
- 广州文华东方酒店：27層

#### 环保认证
- 2012：广州太古汇办公楼获得LEED 2009版本“建筑主体与外壳”金级认证
- 2017：广州太古汇商场获得LEED“既有建筑：营运与保养”铂金级认证
- 2017：广州太古汇办公楼获得LEED“既有建筑：营运与保养”铂金级认证
- 2024：廣州太古滙2座──滙豐辦公樓获得LEED零碳認證（LEED Zero Carbon）及LEED零能耗認證（LEED Zero Energy）

## 商場

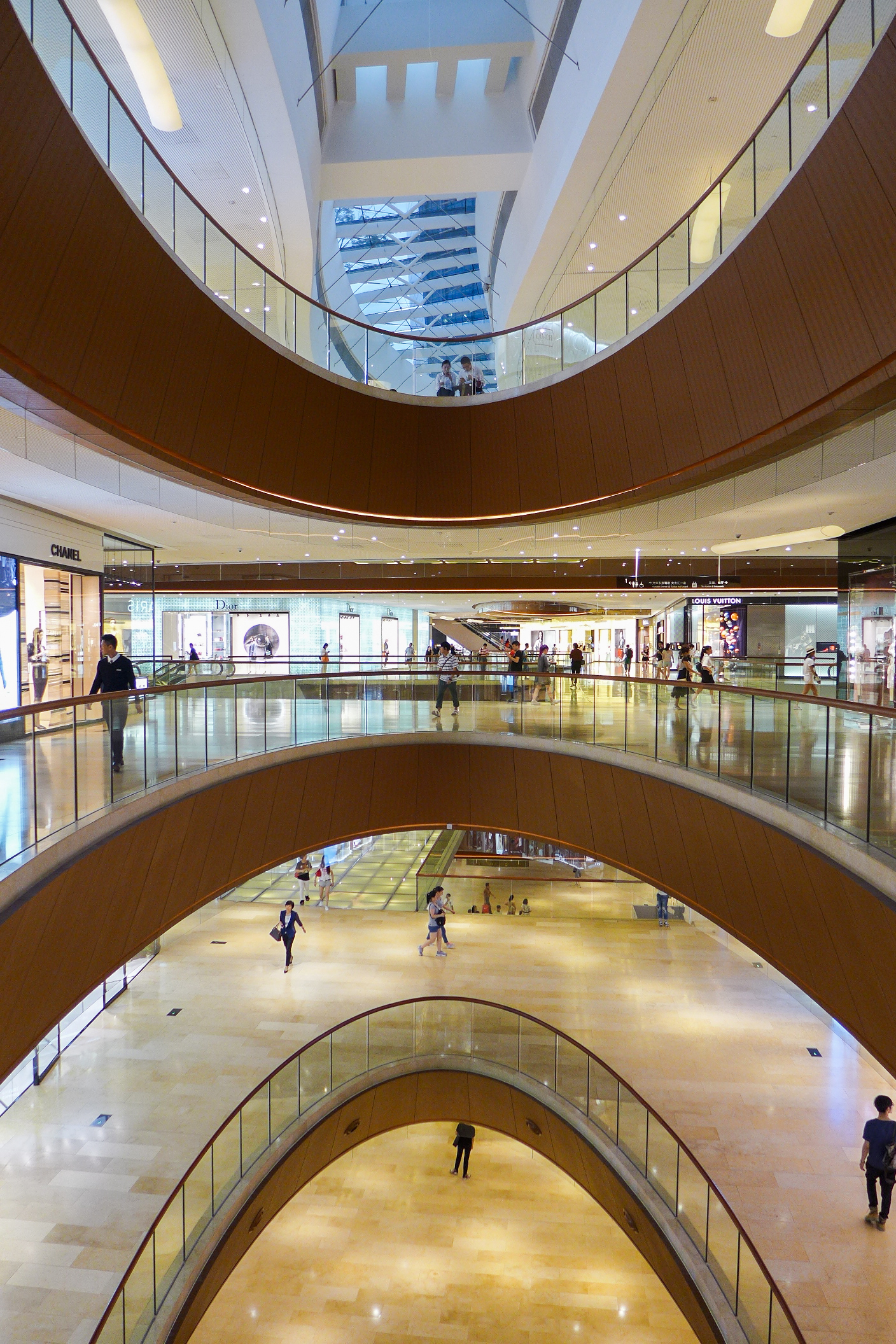
广州太古滙商場

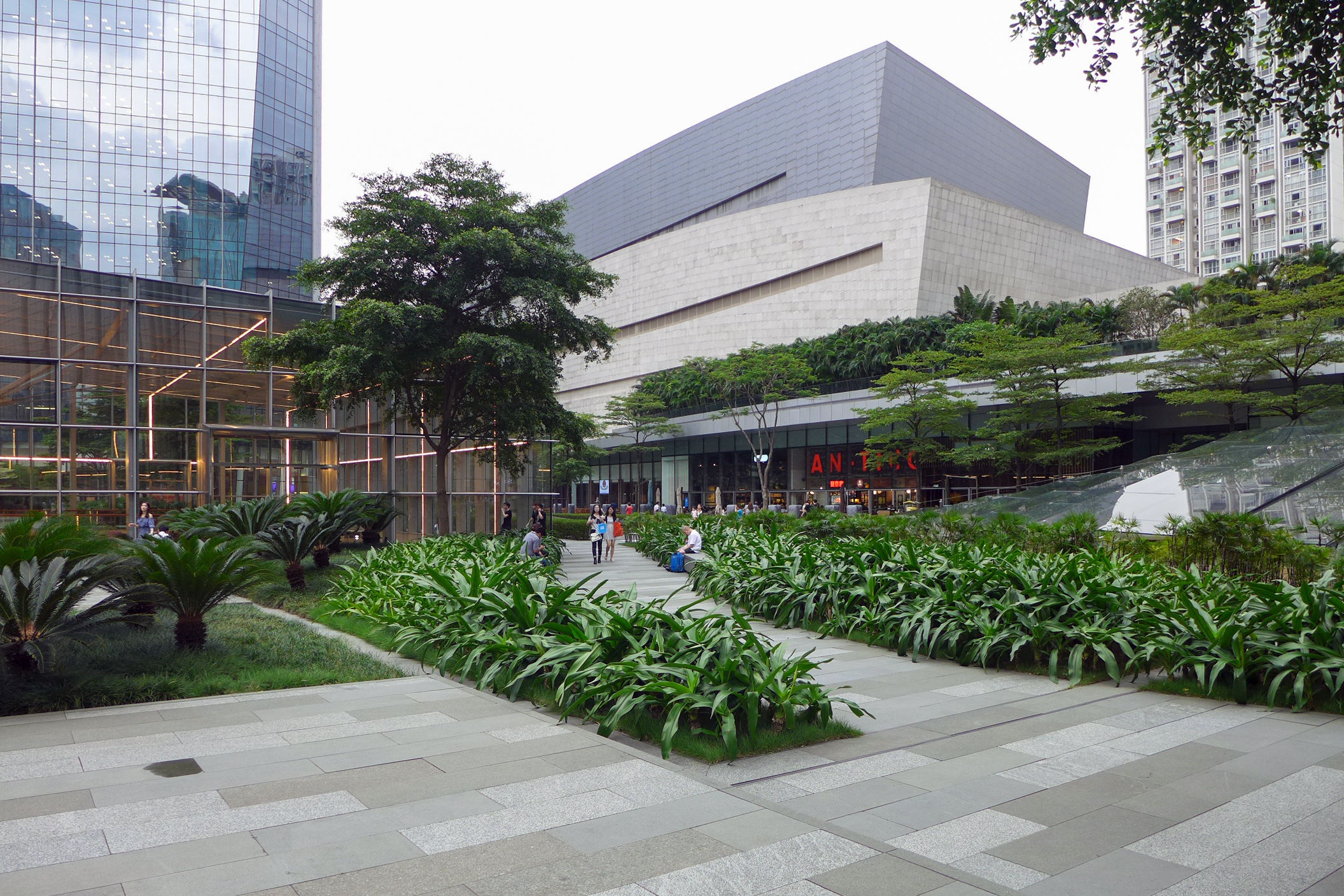
广州太古滙商場頂層設佔地4000平方米的天台花園

广州太古滙商場部分總樓面面積約13.8萬平方米（1472730平方呎）。商场内部多为高端精品店，涵盖國內外190多家知名品牌，整個商場由全球一線品牌精品、國內外品牌時裝、高端美妝品牌、家居生活用品、美食廣場「一食圈」和多間餐廳組成。开业至今约有150个品牌是首次登陆广州，多個國際知名品牌在此設立旗艦店或概念店，华润万家旗下高端品牌超市Ole'也是首度登陸廣州並進駐太古滙。

### 1/F
一樓以一線國際名品為主，包括有路易威登、爱马仕、香奈儿、迪奥、古驰、普拉达、卡地亚、宝格丽、芬迪、圣罗兰、巴黎世家、梵克雅宝、蒂芙尼、伯爵、诺悠翩雅、巴宝莉、盟可睐、思琳、亚历山大·麦昆、葆蝶家、缪缪、Berluti、罗意威、万宝龙等国际高端品牌精品店。

### 2/F
二樓中庭主要為部分國際名品複式店的二層，其他區域以高端珠寶鐘錶以及一些潮奢品牌為主，包括有尚美巴黎、范思哲、蔻依、江詩丹頓、萧邦表、宇舶表、歐米茄、斐登、寶曼蘭朵、寶珀等。

## 商厦
太古滙共有兩座甲級辦公樓，總樓面面積逾16萬平方米，由太古地产提供物业管理和保安服务，其中2座整座為匯豐銀行所租用。辦公樓內部直接連通商場及文華東方酒店，並可通過商場前往地鐵石牌桥站。

## 酒店
太古汇还配套有广州首家文华东方酒店，酒店的室内设计由季裕棠设计师事务所负责，设计结合了传统东方元素及「新中国」现代特色，共有233 间客房和 30 间套房，另有24间酒店式公寓。酒店拥有五间别具一格的餐厅和酒吧，水疗及健身设施以及一个总面积达710平米的大型宴会厅。其中餐厅「Jiang by Chef Fei」2020年被獲評為米其林二星餐廳。

## 公共交通
- █3号线：石牌橋站
- █1号线：體育中心站
- 廣州BRT：石牌橋站